# Sudburg (Goslar)
Die Sudburg, historisch auch Sutborch u. ä, war eine befestigte Anlage mit Ansiedlung und Kirche am Osthang des Sudmerbergs in Goslar-Oker. Urkundlich belegt im 11. Jahrhundert, entstand sie wahrscheinlich deutlich eher. Im 14. Jahrhundert wurde sie aufgegeben und verfiel. Eine Ausgrabung im Jahr 1933 legte die Grundmauern der Kirche und den Mauerring des Kirchhofs frei. Das Grabungsfeld wurde wieder zugeschüttet, die Dokumentation und das Fundgut sind verschollen.

## Geschichte
Die Sudburg war ein Stützpunkt der Königsmacht im nördlichen Harzvorland. Sie gehörte zum Verwaltungssystem der Königspfalz Werla, von der aus sie südlich lag – daher der Name –, und war Sitz des forestarius, des Oberaufsehers der königlichen Waldungen zwischen Innerste und Ecker. Zugleich beherrschte sie den nahen Okerübergang der Straße von Goslar nach Halberstadt (heute Landesstraße 518).
Die Kirche der Sudburg hatte das Patrozinium St. Romani et Petri. Sie ist erstmals in einer Urkunde Heinrichs IV. von 1064 erwähnt, geht aber auf wesentlich frühere Zeit zurück. Sie wurde mehrmals erweitert. Die Burg lag westlich des Kirchhofs. Die Siedlung nahe der Burg hieß ursprünglich Reindertingerode, wuchs aber mit der Burgsiedlung zusammen und wurde später nur noch nach der Burg genannt. Der Berg, an dessen Fuß sie lag, hieß nach ihr Sudburgerberg, woraus sich der heutige Name Sudmerberg entwickelte.
Zwischen 1240 und 1312 erscheint ein Ministerialengeschlecht der Herren von Sudburg in der historischen Überlieferung.
Parallel zur Pfalz Werla verlor auch die zugehörige Sudburg ihre strategische und administrative Bedeutung. Im Hochmittelalter gehörte sie zum Hochstift Hildesheim und wurde im 14. Jahrhundert, vielleicht im Zusammenhang mit dem welfisch-hildesheimischen Krieg 1367, von den letzten Bewohnern verlassen. In der Nähe der Wüstung wurde im Spätmittelalter der Okerturm der äußeren Goslarer Landwehr errichtet.
An die Sudburg erinnert der Name des Burgwegs, der den Burgbereich mit dem Okerufer bei der Abzuchtmündung verbindet.

## Beschreibung
Die Ausgrabungen legten die Kirche des ehemaligen Dorfes Sudburg sowie weitere Gebäudereste frei, die der ehemaligen Burg zugeordnet werden können. Von letzteren ist aber nur eine sehr grobe Beschreibung veröffentlicht worden. Sie bestanden demnach aus einem rechteckigen Bau von 15 × 10 m Größe aus mit Lehm gebundenen, ca. 1 m starken Mauern. An den Bau waren zwei quadratische Anbauten von jeweils ca. 5 m Seitenlänge angefügt. Darüber hinaus befand sich im Bereich des Gebäudes ein Brunnen. Reste einer Befestigung werden nicht erwähnt, wobei zu berücksichtigen ist, dass die Größe der Grabungsfläche unbekannt ist.
Der Kirchenbau des 9. Jahrhunderts ist im 11. Jahrhundert durch einen Turm und eine halbrunde Apsis ergänzt worden. Um die Kirche erstreckte sich ein Friedhof.

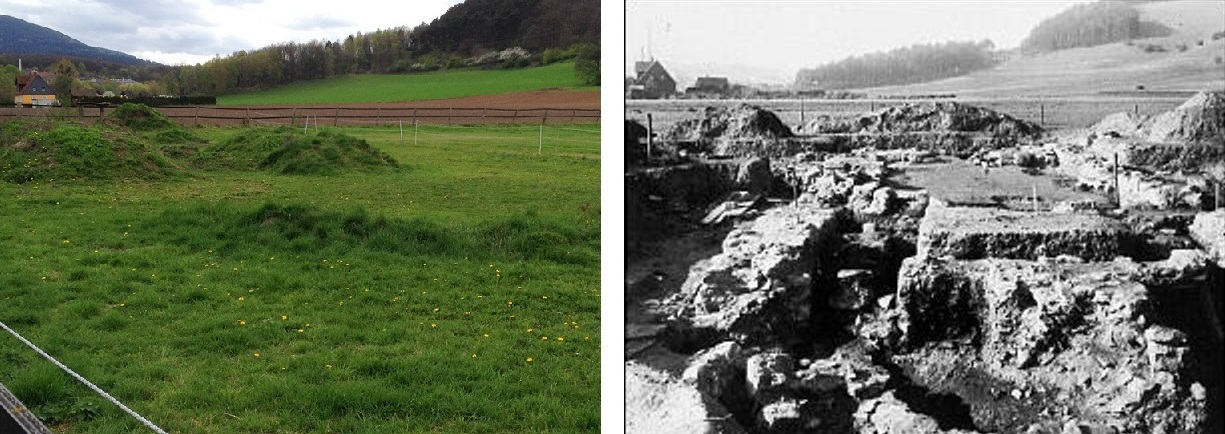
Grabungsfeld Sudburg, Blick nach Westen, Zustand 2017 und Ausgrabung 1933
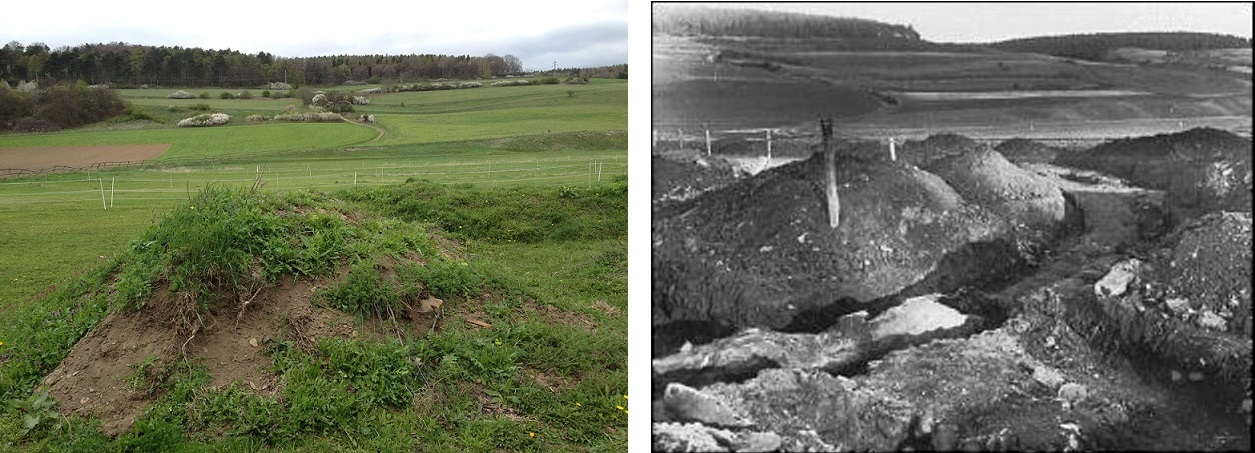
Blick nach Nordosten, in der Aufnahme 1933 der Bogen der Ringmauer